# NGC 3986
NGC 3986 est vaste galaxie lenticulaire vue par la tranche et située dans la constellation de la Grande Ourse. NGC 3986 a été découverte par l'astronome britannique John Herschel en 1827. Cette galaxie a aussi été observée par l'astronome prussien Heinrich Louis d'Arrest le 8 mai 1864 et elle a été inscrite au catalogue NGC sous la désignation NGC 3966.

## Caractéristiques
NGC 3986 présente une large raie HI. Selon la base de données Simbad, NGC 3986 est une galaxie LINER, c'est-à-dire une galaxie dont le noyau présente un spectre d'émission caractérisé par de larges raies d'atomes faiblement ionisés.

### Distance
Sa vitesse par rapport au fond diffus cosmologique est de 3 529 ± 20 km/s, ce qui correspond à une distance de Hubble de 52,1 ± 3,7 Mpc (∼170 millions d'al).
À ce jour, une mesure non basée sur le décalage vers le rouge (redshift) donne une distance d'environ 58,000 Mpc (∼189 millions d'al). Cette valeur est à l'extérieur des valeurs de la distance de Hubble. Notons cependant que c'est avec la valeur moyenne des mesures indépendantes, lorsqu'elles existent, que la base de données NASA/IPAC calcule le diamètre d'une galaxie et qu'en conséquence le diamètre de NGC 3986 pourrait être d'environ 50,7 kpc (∼165 000 al) si on utilisait la distance de Hubble pour le calculer.

## Groupe de NGC 3995
Selon A.M. Garcia, la galaxie NGC 3986 fait partie d'un groupe de galaxies qui compte au moins 11 membres, le groupe de NGC 3995. Les autres membres du groupe sont NGC 3935, IC 2981*, NGC 3991, NGC 3994, NGC 3995, IC 2973, IC 2978, IC 2979, MCG 4-26-54 et UGC 6892.
La galaxie NGC 3966 de la liste de Garcia est PGC 37462. Cette galaxie est IC 2981 et non NGC 3966. En fait, les galaxies NGC 3966 et NGC 3986 sont une seule et même galaxie, soit PGC 37544. Un autre doublon du New General Catalogue
Les galaxies NGC 3986, NGC 3991, NGC 3994, NGC 3995 et IC 2979 (notée 1154+3225 une abréviation pour CGCG 1154.3+3225) apparaissent aussi dans un groupe décrit dans un article d'Abraham Mahtessian paru en 1998.

### Paire de galaxies
Selon Vaucouleurs et Corwin, les galaxies IC 2978 et NGC 3986 de ce groupe forment une paire de galaxies.